# Oligoaeschna uemurai
Oligoaeschna uemurai là loài chuồn chuồn trong họ Aeshnidae. Loài này được Asahina mô tả khoa học đầu tiên năm 1990.